# تنیس برای دو
تنیس برای دو (به انگلیسی: Tennis for Two) یک بازی است که در سال ۱۹۵۸ به وسیله فیزیکدان آمریکایی ویلیام هگنباتوم ساخته شده است. این بازی تنیس یا پینگ پنگ را بر روی یک اسیلوسکوپ شبیه سازی می‌کند. تنیس برای دو در تاریخ بازی‌های ویدئویی اهمیت ویژه‌ای دارد چرا که یکی از اولین بازی‌های الکترونیکی است که شامل یک صفحه نمایشگر میشود.

## طراحی
ویلیام هگنباتوم مدیر آزمایشگاه ملی بروکهیون بود و بازی تنیس برای دو را بر روی یک اسیلوسکوپ برای سرگرم کردن بازدید کنندگان به وجود آورد.